# Élections législatives danoises de 1984
Les élections législatives danoises de 1984 ont eu lieu le 10 janvier 1984 pour élire les 179 députés du Folketing. Bien que les Social-démocratie soient arrivés, avec 56 députés devant les autres partis, la coalition menée par le parti populaire conservateur a continué à gouverner le Danemark.

## Système électoral
Les 179 députés du Folketing sont élus au suffrage universel direct pour un mandat de quatre ans via un système électoral mixte associant un scrutin proportionnel plurinominal dans le cadre de circonscriptions associé à une répartition par compensation.
Les 179 députés sont répartis comme suit, :
- 175 pour le Danemark propre ;
- 2 pour les Îles Féroé ;
- 2 pour le Groenland.

## Résultats
| Parti                                                    | Tête de liste          | Votes     | %    | Députés | +/- |
| -------------------------------------------------------- | ---------------------- | --------- | ---- | ------- | --- |
| Social-démocratie (A)                                    | Anker Jørgensen        | 1 062 561 | 31,6 | 56      | -3  |
| Parti populaire conservateur (C)                         | Poul Schlüter          | 788 224   | 23,4 | 42      | +16 |
| Venstre (V)                                              | Henning Christophersen | 405 737   | 12,1 | 22      | +2  |
| Parti populaire socialiste (F)                           | Gert Petersen (en)     | 387 122   | 11,5 | 21      | –   |
| Parti social-libéral danois (B)                          | Niels Helveg Petersen  | 184 642   | 5,5  | 10      | +1  |
| Démocrates du centre (M)                                 | Erhard Jakobsen        | 154 553   | 4,6  | 8       | -7  |
| Parti du progrès (Z)                                     | Mogens Glistrup (en)   | 120 461   | 3,6  | 6       | -10 |
| Chrétiens démocrates (Q)                                 | Christian Christensen  | 91 623    | 2,7  | 5       | +1  |
| Socialistes de gauche (Y)                                | Direction collégiale   | 89 356    | 2,7  | 5       | –   |
| Parti de la justice (E)                                  | Direction collégiale   | 50 381    | 1,5  | 0       | –   |
| Parti communiste du Danemark (K)                         | Jørgen Jensen (da)     | 23 085    | 0,7  | 0       | –   |
| Parti socialiste des travailleurs (I)                    | Direction collégiale   | 2 151     | 0,1  | 0       | 0   |
| Parti communiste marxiste-léniniste du Danemark (da) (L) | John Max Pedersen      | 978       | 0    | 0       | 0   |
| Participation : 88,4 %                                   |                        |           |      |         |     |